# Nathan Hope
Nathan Hope ist ein US-amerikanischer Kameramann und Fernsehregisseur.

## Leben
Nathan Hope begann seine Karriere 1999 als Kameramann beim Film Nice Guys Sleep Alone. 2000 und 2001 übernahm er bei den Filmen God’s Army III – Die Entscheidung, Hellraiser V – Inferno, Protokoll eines Sexsüchtigen und Mimic 2 die Kameraführung. Für die Fox-Actionserie Fastlane (2002–2003) drehte er 19 der insgesamt 22 produzierten Episoden. Neben der Arbeit als Kameramann bei den beiden Independentfilmen Rolling Kansas und American Angels (beide 2003) schrieb und inszenierte er 2005 den Kurzfilm Lucky. Im gleichen Jahr drehte er den Horrorfilm The Fog – Nebel des Grauens, der eine Neuverfilmung des gleichnamigen Films aus dem Jahr 1980 von John Carpenter darstellt. Bei der Krimiserie CSI: Den Tätern auf der Spur war er von 2003 bis 2007 bei insgesamt 22 Episoden für die Kamera verantwortlich und inszenierte 2008 und 2009 zwei Episoden der Serie. Dafür wurde er 2004 und 2005 mit dem American Society of Cinematographers Award in der Kategorie Outstanding Achievement in Cinematography in Regular Series prämiert und 2007 in dieser Kategorie nominiert. Für den Thriller Small Town Secret (2009) mit Anna Kendrick, Paul Wesley und Tania Raymonde in den Hauptrollen schrieb er das Drehbuch und übernahm die Regie.
2009 und 2010 drehte Hope die beiden Pilotfolgen zu Dark Blue und Miami Medical und inszenierte in den nachfolgenden Jahren mehrere Episoden verschiedener Fernsehserien wie Cold Case – Kein Opfer ist je vergessen (2009–2010), CSI: NY (2010–2012), Nikita, Body of Proof (beide 2011) und Cult (2013). Später war er als Regisseur an den Serien Gotham (2015–2019), Lucifer (2016–2021) und Lethal Weapon (2017–2019) beteiligt. 2021 führte er Regie bei zwei Episoden der Revival-Serie CSI: Vegas.

## Filmografie (Auswahl)
Als Kameramann
- 1999: Nice Guys Sleep Alone
- 2000: God’s Army III – Die Entscheidung (The Prophecy 3: The Ascent)
- 2000: Hellraiser V – Inferno (Hellraiser: Inferno)
- 2001: Protokoll eines Sexsüchtigen (Diary of a Sex Addict)
- 2001: Mimic 2
- 2002–2003: Fastlane (Fernsehserie, 19 Episoden)
- 2003: Rolling Kansas
- 2003: American Angels (Who’s Your Daddy?)
- 2003–2007: CSI: Den Tätern auf der Spur (CSI: Crime Scene Investigation, Fernsehserie, 22 Episoden)
- 2005: The Fog – Nebel des Grauens (The Frog)
- 2009: Dark Blue (Fernsehserie, Episode 1x01)
- 2010: Miami Medical (Fernsehserie, Episode 1x01)

Als Regisseur
- 2005: Lucky (Kurzfilm)
- 2008–2009: CSI: Den Tätern auf der Spur (CSI: Crime Scene Investigation, Fernsehserie, 2 Episoden)
- 2009: Small Town Secret (Elsewhere)
- 2010: The Forgotten – Die Wahrheit stirbt nie (The Forgotten, Fernsehserie, Episode 1x08)
- 2009–2010: Cold Case – Kein Opfer ist je vergessen (Cold Case, Fernsehserie, 2 Episoden)
- 2009–2010: Dark Blue (Fernsehserie, 2 Episoden)
- 2010: Miami Medical (Fernsehserie, Episode 1x06)
- 2010–2012: CSI: NY (Fernsehserie, 3 Episoden)
- 2011: Nikita (Fernsehserie, Episode 1x13)
- 2011: Body of Proof (Fernsehserie, Episode 2x05)
- 2011: Ringer (Fernsehserie, Episode 1x08)
- 2013: Cult (Fernsehserie, 2 Episoden)
- 2015: CSI: Cyber (Fernsehserie, Episode 1x09)
- 2015–2019: Gotham (Fernsehserie, 6 Episoden)
- 2016–2021: Lucifer (Fernsehserie, 11 Episoden)
- 2017–2019: Lethal Weapon (Fernsehserie, 4 Episoden)
- 2020: Manifest (Fernsehserie, 1 Episode)
- 2021: CSI: Vegas (Fernsehserie, 2 Episoden)

Als Drehbuchautor
- 2005: Lucky (Kurzfilm)
- 2009: Small Town Secret (Elsewhere)